# Rudolf Kassel
Rudolf Kassel (* 11. Mai 1926 in Frankenthal; † 26. Februar 2020 in Köln) war ein deutscher Klassischer Philologe.

## Leben
Nach Kriegsdienst und Kriegsgefangenschaft machte er sein Abitur 1947 am Humanistischen Gymnasium Ludwigshafen. Er studierte an der Johannes Gutenberg-Universität Mainz und wurde dort 1951 bei Wilhelm Süß zum Dr. phil. promoviert. 1956 habilitierte Kassel sich an der Julius-Maximilians-Universität Würzburg mit Untersuchungen zur griechischen und römischen Konsolationsliteratur und wurde daraufhin zum Privatdozenten an der Universität Würzburg ernannt. 1962 war er Nellie-Wallace-Lecturer an der Universität Oxford.
1963 folgte er einem Ruf zum ordentlichen Professor an der Freien Universität Berlin. Während seiner Berliner Zeit lehnte er Rufe nach Hamburg, Tübingen, Harvard und Bern ab. 1975 wechselte er als Professor auf die Nachfolge von Albrecht Dihle an die Universität zu Köln, wo er auch 1991 emeritiert wurde.
Rudolf Kassel starb im Februar 2020 im Alter von 93 Jahren.

## Wirken
Kassel war einer der Nestoren der Altertumswissenschaften an der Kölner Universität. Er war national wie international bekannt als Experte für Papyrologie, der Kunde vom Restaurieren, Entziffern, Übersetzen und Kommentieren meist jahrtausendealter Papyri, sowie auch der Epigraphik, einer historischen Hilfswissenschaft, die sich mit Inschriften auf Grabsteinen oder Säulen befasst.
Sein bekanntestes Werk ist die Sammlung Poetae Comici Graeci; sein Hauptwerk war die kritische Sammlung aller Zeugnisse und Fragmente der griechischen Komiker, das schon heute das meistzitierte Werk in der Altertumswissenschaft ist.
Zu seinen Schülern gehörten unter anderem Volkmar Schmidt, Otto Zwierlein, Heinz-Günther Nesselrath, Jürgen Hammerstaedt, Markus Stein, Stephan Schröder, Christoph Kugelmeier und Hermann Wankel.

## Ehrungen und Auszeichnungen
- Ehrendoktorwürden der Universitäten zu Oxford und Thessaloniki
- 1973: Korrespondierendes Mitglied der British Academy
- 1977: Ordentliches Mitglied der Nordrhein-Westfälischen Akademie der Wissenschaften und der Künste
- 1979: Ehrenmitglied der Hellenic Society
- 1991: Auswärtiges Mitglied der Königlich-Niederländischen Akademie der Wissenschaften
- 1993: Korrespondierendes Mitglied der Akademie von Athen
- 2003: Großes Verdienstkreuz des Verdienstordens der Bundesrepublik Deutschland[2]

## Schriften (Auswahl)
- Quomodo quibus locis apud veteres scriptores Graecos infantes atque parvuli pueri inducantur describantur commemorentur. Mainz 1951 (Dissertation)
- Untersuchungen zur griechischen und römischen Konsolationsliteratur. München 1958 (= Zetemata 18; Habilitationsschrift)
- Der Text der Aristotelischen Rhetorik. Prolegomena zu einer kritischen Ausgabe. Berlin / New York 1971 (= Peripatoi 3), ISBN 3-11-003740-8
- Dichtkunst und Versifikation bei den Griechen. Opladen 1981 (= Rheinisch-Westfälische Akademie der Wissenschaften. Vorträge G250), ISBN 3-531-07250-1
- Die Abgrenzung des Hellenismus in der griechischen Literaturgeschichte. Berlin / New York 1987, ISBN 3-11-011634-0
- Heinz-Günther Nesselrath (Herausgeber), Rudolf Kassel: Kleine Schriften. Berlin / New York 1991, ISBN 3-11-012757-1

Editionen
- Aristotelis De Arte Poetica liber. Recognovit brevique adnotatione critica instruxit Rudolfus Kassel. Oxford 1965
- Menander: Sicyonius. Edidit Rudolfus Kassel. Berlin 1965 (Kleine Texte für Vorlesungen und Übungen 185) de Gruyter OA
- Aristotelis ars rhetorica. Edidit Rudolfus Kassel. Berlin / New York 1976, ISBN 3-11-006680-7
- mit Colin Austin: Poetae Comici Graeci. 8 Bände, Berlin / New York 1983–2001